# Forest Glen
Forest Glen és una concentració de població designada pel cens dels Estats Units a l'estat de Maryland. Segons el cens del 2000 tenia 7.344 habitants.

## Demografia
Segons el cens del 2000, Forest Glen tenia 7.344 habitants, 3.003 habitatges, i 1.792 famílies. La densitat de població era de 2.198,1 habitants/km².
Dels 3.003 habitatges en un 28,1% hi vivien nens de menys de 18 anys, en un 45,9% hi vivien parelles casades, en un 10,3% dones solteres, i en un 40,3% no eren unitats familiars. En el 40,3% dels habitatges hi vivien persones soles el 14% de les quals corresponia a persones de 65 anys o més que vivien soles. El nombre mitjà de persones vivint en cada habitatge era de 2,41 i el nombre mitjà de persones que vivien en cada família era de 3,09.
Per edats la població es repartia de la següent manera: un 21,7% tenia menys de 18 anys, un 5,8% entre 18 i 24, un 33% entre 25 i 44, un 23,8% de 45 a 60 i un 15,6% 65 anys o més.
L'edat mediana era de 39 anys. Per cada 100 dones de 18 o més anys hi havia 82,6 homes.
La renda mediana per habitatge era de 59.844 $ i la renda mediana per família de 74.607 $. Els homes tenien una renda mediana de 45.613 $ mentre que les dones 38.975 $. La renda per capita de la població era de 28.536 $. Entorn de l'1,4% de les famílies i el 3,8% de la població estaven per davall del llindar de pobresa.

## Poblacions més properes
El següent diagrama mostra les poblacions més properes.